# چاییان
چاییان (Theaceae) تیره‌ای از خلنگ‌سانان درختچه‌ای یا درختی با هجده سرده و حدود ۵۰۰ گونه است که در مناطق گرمسیری و نیمه‌گرمسیری می‌رویند؛ برگهای همیشه‌سبز آنها ساده و معمولاً براق با آرایش متناوب یا مارپیچی و در حاشیه دندانه‌دار است؛ گل‌هایشان معمولاً بزرگ و صورتی یا سفید و زیبا و اغلب دارای بویی نافذ است و کاسه گل آنها پنج کاسبرگ یا بیشتر دارد و جام گل آنها نیز پنج‌پر است.